# Patrioterne
|  | Denne artikel er oprettet af botten PalnaBot ud fra en ekstern database. Den kan derfor have sproglige fejl eller mangler. Denne skabelon kan fjernes efter kontrol af indholdet. |

Patrioterne er en dokumentarfilm fra 1997 instrueret af Tómas Gislason efter manuskript af Lars Kjeldgaard, Tómas Gislason.

## Handling
Den danske instruktør Tómas Gislasons rejse gennem højreekstremismens USA er en rejse ind i en verden af paranoia. Gislasons intention er at undersøge, hvad angst gør ved et samfund og de mennesker, der bor i det. Med udgangspunkt i O.J. Simpson-sagen og med Internettet som guide opsøger han sorte og hvide racister, kampberedte milits-folk, fundamentalistiske præster, radio- og tv-kommentatorer. Sammen tegner de et dystert stemningsbillede af vor tid, hvor en generel utryghed skaber farlige fjendebilleder og fantastiske konspirationsteorier. »Patrioterne« er en dynamisk road movie, der indirekte peger på nødvendigheden af dialog med de kræfter i samfundet og i os selv, vi ikke umiddelbart har lyst til at konfrontere os med.